# Schweiß (Jagd)

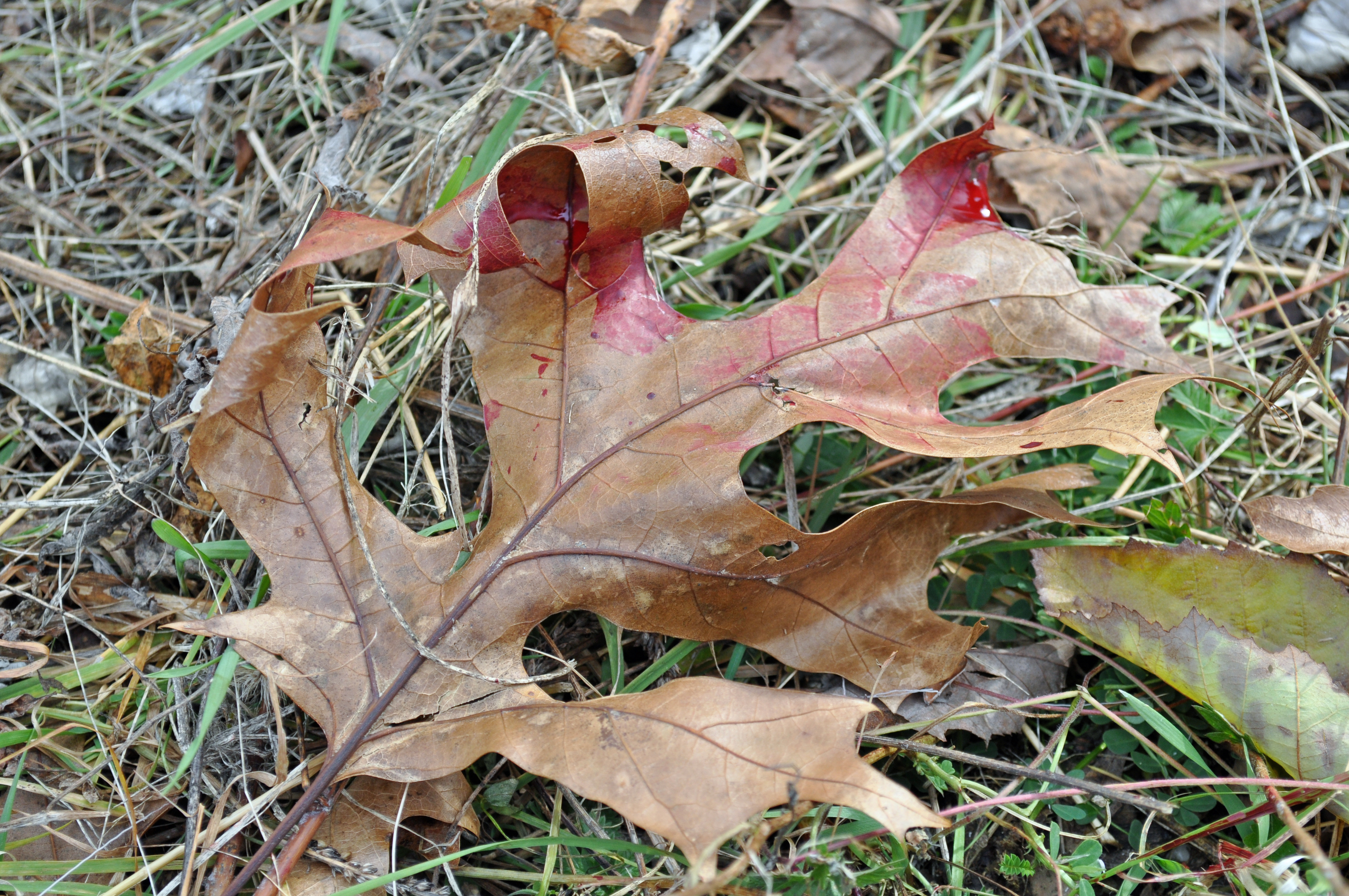
Schweißtropfen auf Blatt

Schweiß ist die waidmännische Bezeichnung für das Blut des Wildes und des Jagdhundes, sobald es aus dem Körper des Tieres austritt. Die Bedeutung „Blut“ neben dem allgemeinsprachlichen Körperschweiß ist bereits für das altnordische Wort „sveiti“ belegt. In einigen Sprachstufen der Germanen gibt es teilweise für das Verb „schwitzen“ auch die Bedeutung „quellendes Blut von Tieren“.
Die von angeschweißtem Wild gelegten Pirschzeichen (Blut, Fleisch, Knochen usw.) erleichtern eine eventuelle Nachsuche. Farbe und Konsistenz des Schweißes in der Schweißfährte lassen auf den Sitz des Schusses schließen.

## Abgeleitete Begriffe
- Die durch abtropfendes Blut des angeschossenen Wildes markierte Spur wird auch als Schweißfährte oder Schweißspur bezeichnet.

- Herabtropfendes Blut eines angeschweißten, jedoch noch stehenden Tieres erzeugt ein Tropfbett.

- Ein Wundbett entsteht, wenn sich das kranke Tier vorübergehend oder bis zum Verenden in der Schweißfährte niedertut (hinlegt).

- Zur Arbeit in Hochwildrevieren, vor allem aber zur Nachsuche von angeschweißtem Rot- und anderem Schalenwild eingesetzte Jagdhunde werden als Schweißhunde bezeichnet. Wichtige Rassen sind der Hannoversche Schweißhund, der Bayerische Gebirgsschweißhund und die Alpenländische Dachsbracke. Bei entsprechender Ausbildung und Übungsstand kommen auch Jagdhunde anderer Rassen in Betracht.